# 2017年3月臺灣
| << | 2017年3月 （民國106年） | >> |    |    |    |    |
| \| 日 \| 一 \| 二 \| 三 \| 四 \| 五 \| 六 \| \| \| \| \| 1 \| 2 \| 3 \| 4 \| \| 5 \| 6 \| 7 \| 8 \| 9 \| 10 \| 11 \| \| 12 \| 13 \| 14 \| 15 \| 16 \| 17 \| 18 \| \| 19 \| 20 \| 21 \| 22 \| 23 \| 24 \| 25 \| \| 26 \| 27 \| 28 \| 29 \| 30 \| 31 \| \| \| \| \| \| \| \| \| \| |                         |    |    |    |    |    |
| 臺灣新聞動態／維基新聞 |                         |    |    |    |    |    |
| 世界／中国大陆／臺灣 |                         |    |    |    |    |    |
| 日 | 一                      | 二 | 三 | 四 | 五 | 六 |
| |                         |    | 1  | 2  | 3  | 4  |
| 5 | 6                       | 7  | 8  | 9  | 10 | 11 |
| 12 | 13                      | 14 | 15 | 16 | 17 | 18 |
| 19 | 20                      | 21 | 22 | 23 | 24 | 25 |
| 26 | 27                      | 28 | 29 | 30 | 31 |    |
| |                         |    |    |    |    |    |

## 3月1日
- 《道路交通安全講習辦法》修正條文施行，延長酒駕者應接受道路交通安全講習時數（初犯者自4小時延長為6小時，再犯者自1天6小時延長為2天12小時），酒駕再犯者必須至創世基金會、監獄、殯儀館等地點見證酒駕導致傷殘的當事人、家屬、受刑人案例[1]。
- 高雄市公車收費制度改為里程段次收費，刷卡乘客上下車皆需刷卡，刷卡里程8公里內算1段票、超過8公里收2段票，刷卡乘客下車忘記刷卡者會被鎖卡[2]。

## 3月2日
- 桃園國際機場捷運全線通車營運典禮。[3]

## 3月3日
- 新北市公車候車亭及公車站牌周邊全面禁菸，違者處新臺幣2000至1萬元罰鍰[4]。

## 3月4日
- 總統府原住民族歷史正義與轉型正義委員會12位委員發表連署聲明批評，原住民族委員會《原住民族土地或部落範圍土地劃設辦法》排除私有土地劃入臺灣原住民族傳統領域，違背《聯合國原住民族權利宣言》第32條保障原住民族土地權的主張，也違背2016年8月1日總統蔡英文向原住民族道歉的承諾，更違背總統府原住民族歷史正義與轉型正義委員會成立的精神[5]。

## 3月6日
- 假藥事件擴大受害範圍，涵蓋：降血脂藥「冠脂妥」、「力清之」、「維妥力」，與降血糖藥「佳糖維」。[6]

## 3月7日
- 內政部廢止《塑建總統蔣公銅像注意事項》。[7]

## 3月8日
- 國際社會主義前進上午前往美國在台協會抗議，聲援國際婦女節全球女性罷工，批評美國總統唐納·川普的性別歧視言論及其多項不利女性的政策（禁止墮胎等），呼籲臺灣人民必須特別反對美國在亞洲的軍事化政策[8]。
- 台灣原住民族部落行動聯盟等台灣原住民族團體於立法院舉行記者會，主張原住民族傳統領域不應排除私有土地，請立法院退回《原住民族土地或部落範圍土地劃設辦法》。原住民族委員會回應，現階段暫時排除私有土地，可大幅降低財產權受影響所引發之爭議[9]。
- 阿嬤家-和平與女性人權館全面開館[10]。

## 3月9日
- 《台灣蘋果日報》獨家取得《國家保防工作法草案》完整內容，草案不僅授權保防員進駐各單位，人事室第二辦公室（人二室）「復活」；更直接明訂，只要經機關首長書面同意，保防員就可查訪可疑對象，並可向各機關、團體、個人調閱文件或資料；更賦予保防員「臨檢權」，緊急時可查扣相關人與物[11]。

## 3月10日
- 行政院院長林全表示，法務部現在提出的《國家保防工作法草案》還有很多地方有問題，最近被行政院退回，現在曝光的部分不應視為行政院或法務部的態度。法務部部長邱太三說，絕對不會有侵犯人權的問題[12]。行政院發言人徐國勇說，《國家保防工作法草案》在提交行政院政務委員審查時即被政務委員在第一時間以可能引起「人二復辟」的疑慮為由退回重擬，未經行政院會議討論，林全也沒有看過；《台灣蘋果日報》質疑行政院要恢復人二室，是不實指控[13]。

## 3月13日
- 民進黨立委陳明文等人提案制定《反滲透法》，理由是規範假新聞、避免假新聞影響政府施政。台灣媒體觀察教育基金會駁斥，假新聞的問題不該透過立法解決，台灣公民普遍缺乏媒體素養教育才是台灣媒體亂象的源頭，在討論假新聞之前應該先具備界定假新聞的公信力基礎，否則立法規範假新聞只會變成當代文字獄[14]。

## 3月15日
- 臺南市區鐵路地下化計畫C214標「南臺南站路段地下化工程」開工動土典禮[15]。反台南鐵路東移全線自救聯合會等團體到場抗議，卻被交通部鐵路改建工程局、臺南市政府警察局與得標廠商大陸工程合力設下路障阻擋在會場數百公尺外。自由台灣黨主席蔡丁貴前來聲援反台南鐵路東移全線自救聯合會，被警察拉上警車以後丟包奇美博物館，抨擊民主進步黨「從地方政府到中央政府，執政範圍越大越囂張，權力越大越驕傲」[16]。

## 3月16日
- 監察院教育及文化委員會通過監察委員仉桂美、王美玉的提案，糾正教育部體育署設置競技運動人才培訓輔導小組，對於中華民國網球協會遲至2016年3月16日向國家運動訓練中心同意備查「里約奧運選手培訓參賽實施計畫、代表隊教練及選手遴選辦法」，並於同年5月27日僅以電子郵件寄參賽的網球選手，導致網球選手謝淑薇奧運教練問題事件，也未督促國家運動訓練中心專案辦理培訓措施。[17]

## 3月17日
- 小英教育基金會旗下政論網站《想想論壇》於2016年2月未經作者蘇瑋璇同意，將她原作的文章〈像我這樣七年級的人〉逕自收錄在2015年度選集《想：想想論壇選輯Ⅲ》出版，引發她在facebook抨擊是侵害智慧財產權。蘇瑋璇表示，當時《想想論壇》主編賴秀如主動連繫她以後，她同意《想想論壇》無償轉載，但她從未主動投稿《想想論壇》、也從未收取《想想論壇》任何稿費。《想想論壇》於本日在facebook發表道歉聲明表示，《想想論壇》未於規劃年度選集全文內容時事先徵得原作者同意，在此向蘇瑋璇道歉並決定立即將該書回收下架，但該書「販售利潤均由出版商與通路享有，《想想論壇》並未於本書出版盈利」。但蘇瑋璇質疑，《想想論壇》企圖以書快賣光、利潤讓通路賺走為由規避侵害智慧財產權的民事及刑事責任，甚至企圖與小英教育基金會及其創辦人（即現任總統）蔡英文切割，心態可議[18][19]。
- 高雄市三民区澄清路發生下水道氣爆事故，共造成一人死亡及三人受伤[20]。

## 3月18日
- 《想：想想論壇選輯Ⅲ》侵權爭議，《想想論壇》的道歉聲明宣稱，該書已經不在絕大多數實體書店陳列。但鏡傳媒記者實際走訪發現，臺北市內的大型實體書店都還有該書的庫存書，誠品書店敦南店甚至《想想論壇選輯》第一至三冊都有陳列，道歉聲明顯然毫無查證、甚至掩蓋事實；蘇瑋璇批評小英教育基金會，「堂堂一個現任總統的基金會，居然毫不掩飾地說謊」[21]。
- 太陽花學運三週年，本日晚間經濟民主連合、民主維新、島國前進等民間團體在立法院青島東路側門外舉辦「318三週年，監督條例不能再等」晚會，要求立法院在本會期三讀通過《兩岸協議監督條例》，否則「2018地方首長選舉、2020大選就不要投票給民進黨」[22]。

## 3月19日
- 高雄醫學大學附設醫院眼科醫師張丞賢披露，高雄市一位曾經是太陽花學運活躍分子、並有多張與蔡英文合照的蔡英文支持者，因反對高雄市政府在中央公園林地興建高雄市立圖書館李科永紀念圖書館而擔任護樹志工，在護樹市民靜坐抗議中因憤怒而講出「fuck」，被高雄市政府1999專線主任及警察指控是辱罵他們而當場逮捕，最後被法官宣判入監60天[23]。

## 3月20日
- 2017年臺北南港遊覽車事故，交通部觀光局依《發展觀光條例》與《消費者保護法》廢止蝶戀花旅行社的旅行業營業執照[24]。
- 總統府原住民族歷史正義與轉型正義委員會第一次委員會議[25]。

## 3月21日
- 蔡英文主持「潛艦國造設計啟動暨合作備忘錄簽署儀式」，宣佈潛艦國造政策正式啟動。[26]

## 3月22日
- 行政院主計總處公布本年1月薪資與生產力統計：受廠商發放年終及績效獎金影響，1月含固定月薪、獎金、紅利及加班費等薪資，平均每位受雇員工可領到新台幣93144元。外界批評，主計總處公布薪資「平均數」，無法完全反映真實情況[27]。
- 立法院內政委員會審查《兩岸協議監督條例草案》。時代力量與民進黨要求，與立法院司法及法制委員會、立法院經濟委員會、立法院外交及國防委員會聯席審查；國民黨要求，直接詢答、審查，否則就是打假球；最後，朝野不歡而散[28]。對於時代力量版草案名稱《我國與中華人民共和國締結協議處理條例草案》，行政院大陸委員會主任委員張小月強調，「我們兩岸關係的界定就是兩岸關係」，她對時代力量版草案名稱「持保留態度」；外交部部長李大維被提問《兩岸協議監督條例》是否應該納入立法院外交及國防委員會與立法院經濟委員會聯席審查，他直言「沒有這個必要，兩岸關係不是外交關係」[29]。

## 3月23日
- 民進黨決定，7月22日在台北國際會議中心舉行全國黨代表大會，將討論2018年中華民國直轄市長及縣市長選舉候選人提名辦法。民進黨秘書長洪耀福透露，選在7月22日舉行全代會，是考慮到黨代表平常要跑婚喪喜慶行程，7月22日農民曆「諸事不宜」、黨代表不用跑婚喪喜慶行程才方便來開會[30]。
- 台南人劇團發出道歉啟示，對於該團藝術總監呂柏伸在未獲創作人授權下，使用2011年於國立臺灣大學授課時，學生周書正所繳交的劇本《魔法師與小男孩》，改編為《魔法師的最後一堂課》，並聲稱該事件是行政疏忽[31]。

## 3月24日
- 行政院新聞傳播處製作「不公義年金一定要改」電子文宣並要求教育部國民及學前教育署轉發各級學校宣傳，引發爭議。全國教師工會總聯合會抨擊，此舉是蔡英文政府用「階級鬥爭文宣」推動年金改革，撕裂社會、加速職業別對立。行政院院長林全回應，他不知這文宣，但政策宣導正面說明比較好；負面說明牽涉太多負面語言，往往造成社會更多爭議，不見得是好的方式[32]。

## 3月25日
- 全國教師工會總聯合會與國軍退伍軍人約50人至行政院前抗議「不公義年金一定要改」電子文宣，高舉抗議標語抨擊蔡英文政府所標舉的轉型正義是「轉型假正義」，與警方爆發零星衝突。行政院新聞傳播處處長高遵接下陳情書後說，該處已發公文要求各單位撤下該文宣，也會檢討日後文宣的製作[33]。

## 3月26日
- 台南人劇團在2016年以「雲門劇場駐館計畫」獲得中華民國文化部補助金新台幣95萬元，由於該計畫包含未獲創作人授權下所改編為《魔法師的最後一堂課》的演出示範講座，文化部發函請劇團提出說明[34]。

## 3月28日
- 臺北市市長柯文哲說，新政府全面否定前面的政府，導致臺灣文化越來越扭曲，最大問題就是「我看你不順眼就把你幹掉」；他批評，去蔣化無法解決爭議[35]。

## 3月30日
- 行政院發言人徐國勇辦公室主任林育卉在Facebook發文辱罵抗議年金改革的退休警察及消防員「趕你羚羊啦」、「趁清明節不會早點去死」，被徐國勇發聲明宣布即日起暫停職務[36]。
- 臺中市南屯區文山掩埋場自燃悶燒進入第7天，臺中市議會要求臺中市政府承諾滅火期限，市長林佳龍無法保證滅火期限，臺中市政府環境保護局局長白智榮向市民道歉[37]。

## 3月31日

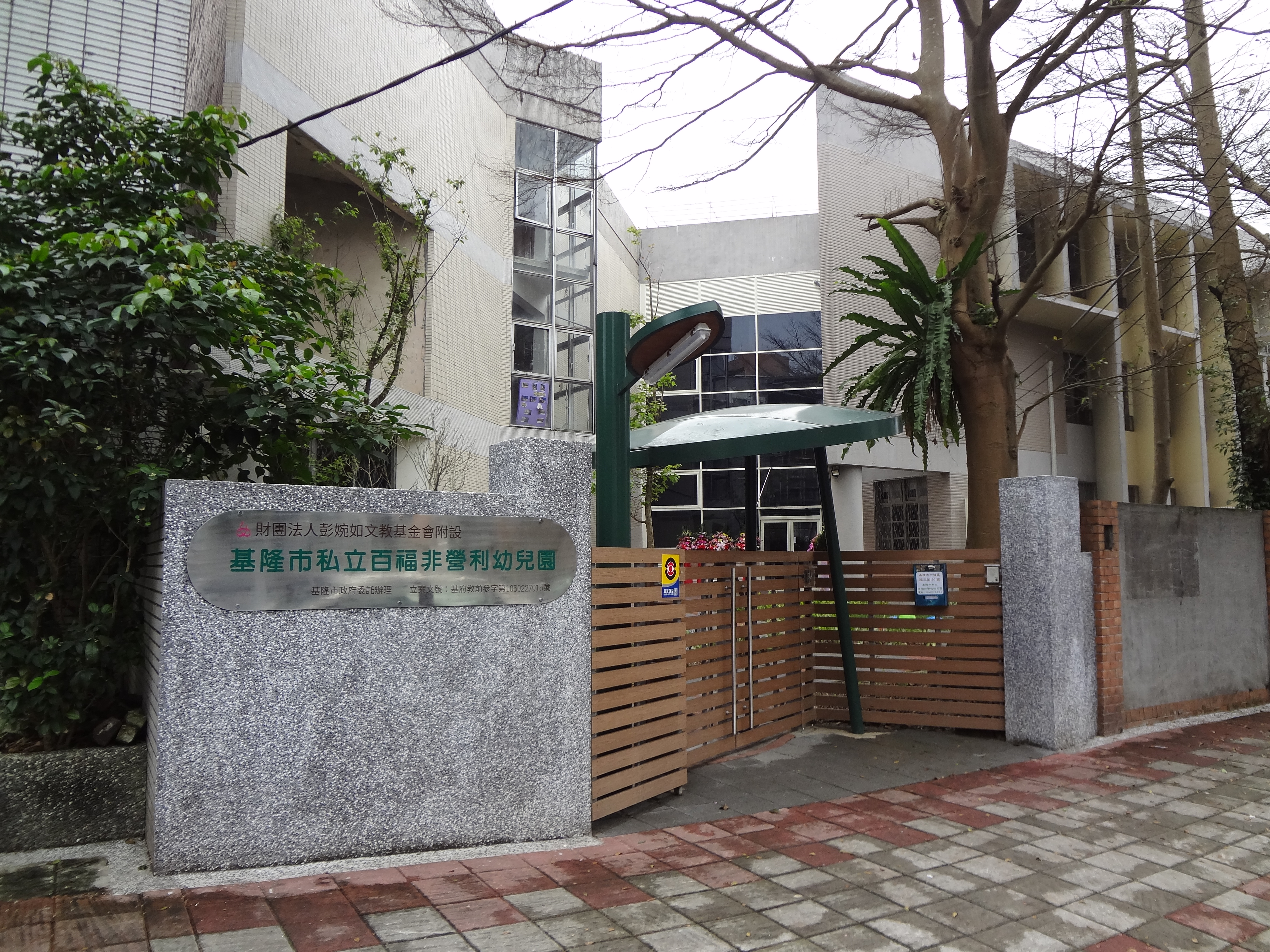
基隆市私立百福非營利幼兒園

- 基隆市首家非營利幼兒園「基隆市私立百福非營利幼兒園」揭牌[38]。
- 電影《目擊者》的前製片陳玉珊指控導演程偉豪侵權。事情最早是在2015年將原創劇本授權程偉豪去申請輔導金，若申請成功需支付新台幣15萬元；但程偉豪是隔年才去申請，並未付給陳玉珊說好的酬勞，因此陳玉珊決定求償新台幣3000萬元[39][40]。
- 行政院發言人辦公室主任林育卉在Facebook發文辱罵抗議年金改革的退休警察及消防員，引發爭議，宣布請辭[41]。民進黨批評，國民黨新北市議員林國春放話要殺蔡英文卻沒道歉，林國春與國民黨主席洪秀柱應向人民道歉。國民黨文傳會副主任委員胡文琦回批，林育卉被揭發辱罵事件後，只想以請辭呼攏帶過，還放話「選戰竟然還沒結束，我們一定要更團結，讓保守惡靈倒下」，完全沒有懺悔；林國春已經說明「沒說要砍蔡英文，而是『如果要大家一起砍退休金，蔡總統禮遇是否先砍』」，民進黨的說詞是模糊焦點、掩飾林育卉的言行[42]。